# Lijst van voetbalinterlands Argentinië - Mexico (vrouwen)
Deze lijst van voetbalinterlands is een overzicht van alle officiële voetbalinterlands tussen de nationale vrouwenteams van Argentinië en Mexico. De landen hebben tot nu toe twaalf keer tegen elkaar gespeeld. 

## Wedstrijden
| №  | Plaats                | Datum            | Competitie                  | Wedstrijd           | Uitslag |
| -- | --------------------- | ---------------- | --------------------------- | ------------------- | ------- |
| 1  | Mexico-Stad           | 15 augustus 1971 | WK 1971                     | Mexico − Argentinië | 3 − 1   |
| 2  | Toluca                | 11 december 1998 | WK 1999 kwalificatie        | Mexico − Argentinië | 3 − 1   |
| 3  | Buenos Aires          | 19 december 1998 | WK 1999 kwalificatie        | Argentinië − Mexico | 2 − 3   |
| 4  | San José              | 1 juni 2003      | Vriendschappelijk           | Argentinië − Mexico | 2 − 3   |
| 5  | San Cristóbal         | 8 augustus 2003  | Pan-Amerikaanse Spelen 2003 | Argentinië − Mexico | 1 − 3   |
| 6  | Santo Domingo         | 14 augustus 2003 | Pan-Amerikaanse Spelen 2003 | Mexico − Argentinië | 4 − 1   |
| 7  | Buenos Aires          | 18 augustus 2005 | Vriendschappelijk           | Argentinië − Mexico | 2 − 2   |
| 8  | Rio de Janeiro        | 16 juli 2007     | Pan-Amerikaanse Spelen 2007 | Mexico − Argentinië | 0 − 1   |
| 9  | Hamilton              | 14 juli 2015     | Pan-Amerikaanse Spelen 2015 | Argentinië − Mexico | 1 − 3   |
| 10 | Tepatitlán de Morelos | 23 oktober 2021  | Vriendschappelijk           | Mexico − Argentinië | 6 − 1   |
| 11 | Valparaíso            | 31 oktober 2023  | Pan-Amerikaanse Spelen 2023 | Mexico − Argentinië | 2 − 0   |
| 12 | Carson                | 20 februari 2024 | CONCACAF W Gold Cup 2024    | Mexico − Argentinië | 0 − 0   |

## Samenvatting
| Competitie             | Totaal gespeeld | Winst Argentinië | Gelijk | Winst Mexico | Doelsaldo Argentinië – Mexico |
| ---------------------- | --------------- | ---------------- | ------ | ------------ | ----------------------------- |
| WK-eindronde           | 1               | 0                | 0      | 1            | 1 − 3                         |
| WK-kwalificatie        | 2               | 0                | 0      | 2            | 3 − 6                         |
| CONCACAF W Gold Cup    | 1               | 0                | 1      | 0            | 0 − 0                         |
| Pan-Amerikaanse Spelen | 5               | 1                | 0      | 4            | 4 − 12                        |
| Vriendschappelijk      | 3               | 0                | 1      | 2            | 5 − 11                        |
| Totaal                 | 12              | 1                | 2      | 9            | 13 − 32                       |